# ホンマルラジオ
本気まるだしラジオ局（通称：ホンマルラジオ）は、インターネットラジオ局。
「本気の人が本気でしゃべる」をコンセプトに、2015年11月19日に愛媛県松山市にて開局。同日収録番組（19番組）を配信開始。
2016年8月大阪局開局。全国展開をスタートさせる。現在、北海道、山形、東京、神奈川、愛知、三重、和歌山、奈良、大阪、兵庫、岡山、香川、福岡、沖縄に40局を展開する。
関東に14局、大阪に5局、発祥の地愛媛に5局が集中している。
2018年1月11日に法人化。株式会社ホンマルラジオとなる。代表取締役会長・中村　隆、代表取締役・恩塚一将。

## 経歴
- 2001年9月16日 - 中村　隆が、自身のホームページ「RAKUGAKINGDOM」にてインターネット番組の配信を始める。
- 2002年8月 - 「RadiOH!」を愛媛県松山市のスタジオにて開局する。
- 2015年11月19日 - 「ホンマルラジオ」として開局